# Feria de Béziers
La feria de Béziers, qui se tient à la mi-août, est l'un des plus grands évènements de l'été en Occitanie. Près d'un million de personnes s'y donnent rendez-vous chaque année. Fondée en 1968, elle est l'héritière des premières novilladas et corridas qui se sont déroulées dans les arènes de Béziers depuis 1897. Actuellement l'interdiction des corridas en Catalogne, et en particulier à Barcelone, attire de plus en plus à cette feria estivale les aficionados catalans.

## Histoire

### Les arènes

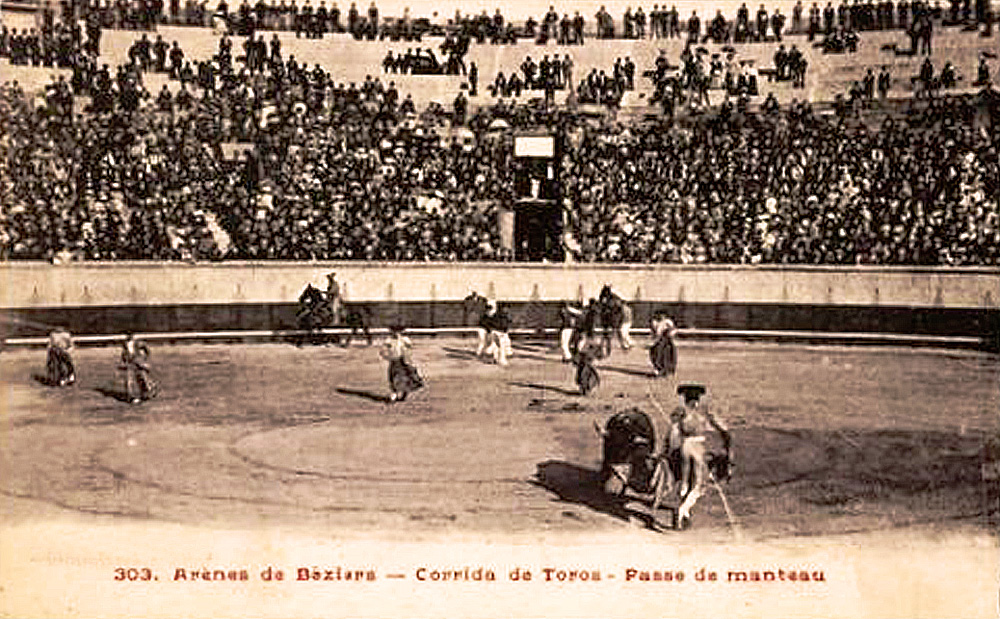
Une des premières corridas à Béziers

Les arènes actuelles, du même style que les espagnoles, ont été construites en 1897. à l'initiative de M. Fayot, directeur des arènes de Nîmes avec deux constructeurs et financiers biterrois, MM. Gleizes et Sautel, en pleine période de prospérité viticole du Biterrois.

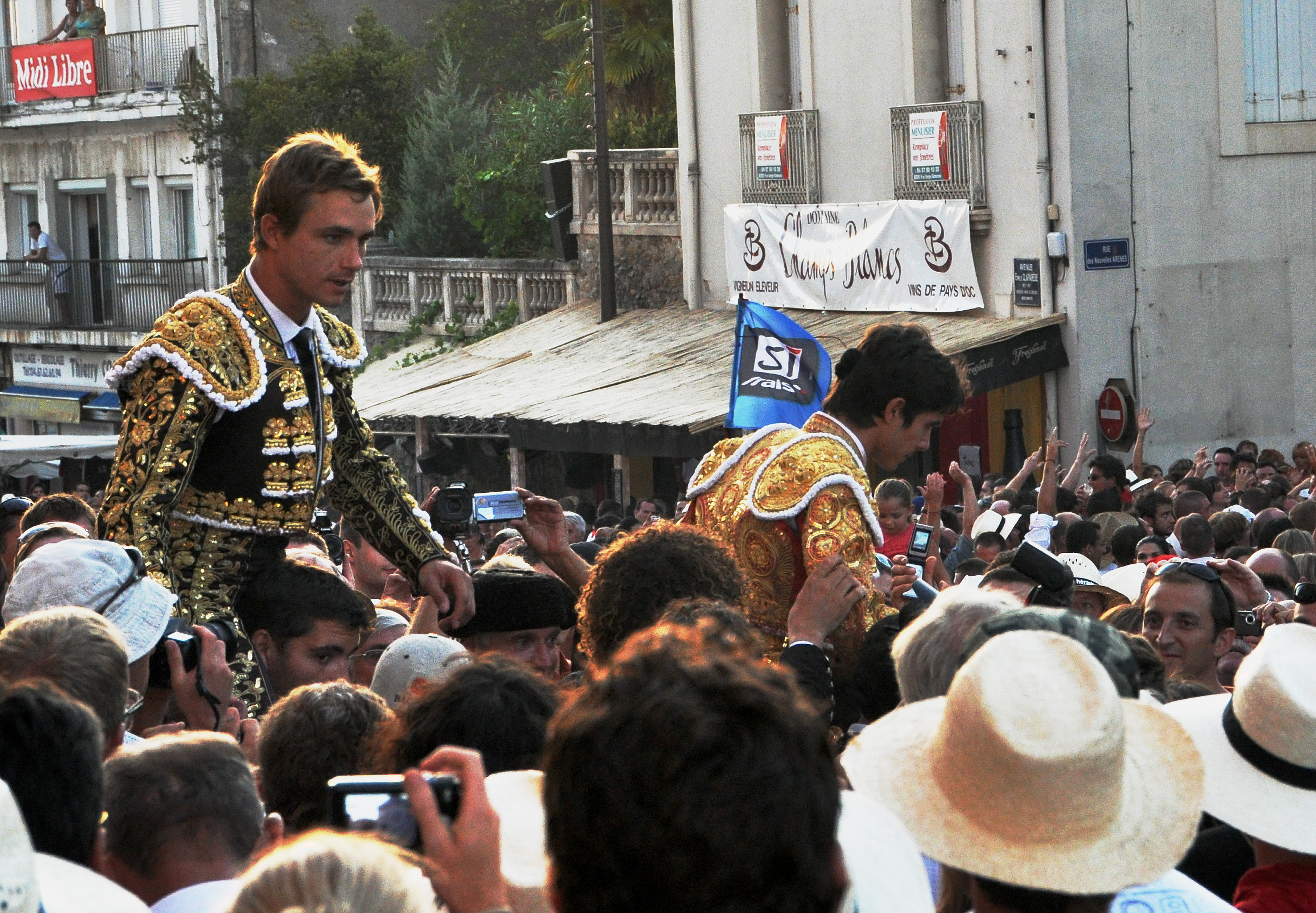
L'arlésien Juan Bautista et le biterrois Sébastien Castella portés en triomphe après la corrida du 14 août 2009

Cette plaza de toros est la cinquième dans l'histoire de Béziers. Dès son inauguration, le 11 juillet 1897, la cité biterroise fut surnommée la Séville française. Les arènes ont vu toréer les plus grands matadors dont Luis Miguel Dominguin, El Cordobes, Espartaco, Antonio Ordonez, Paco Ojeda, Nimeño II, Richard Milian, Enrique Ponce et Sébastien Castella, le torero biterrois. L'enfant du pays y reçut son alternative en août 2000.
Les miuradas qui se sont déroulées à Béziers ont marqué l'histoire de la tauromachie. La première prestation des taureaux de Miura date de 1931, dans une corrida où  Manolo Bienvenida mit en valeur leur caste, ils revinrent en 1932, face à Jaime Noain et Carnicerito de Mexico, puis en 1951 où ils furent combattus en particulier par Luis Miguel Dominguin. Depuis 1982, leur présence est quasi constante, puisqu'ils ont été de toutes les ferias à l'exception de celles de 1989 et 1990, puis en 2005, 2006 et 2007, par suite d'une épizootie.

### La feria

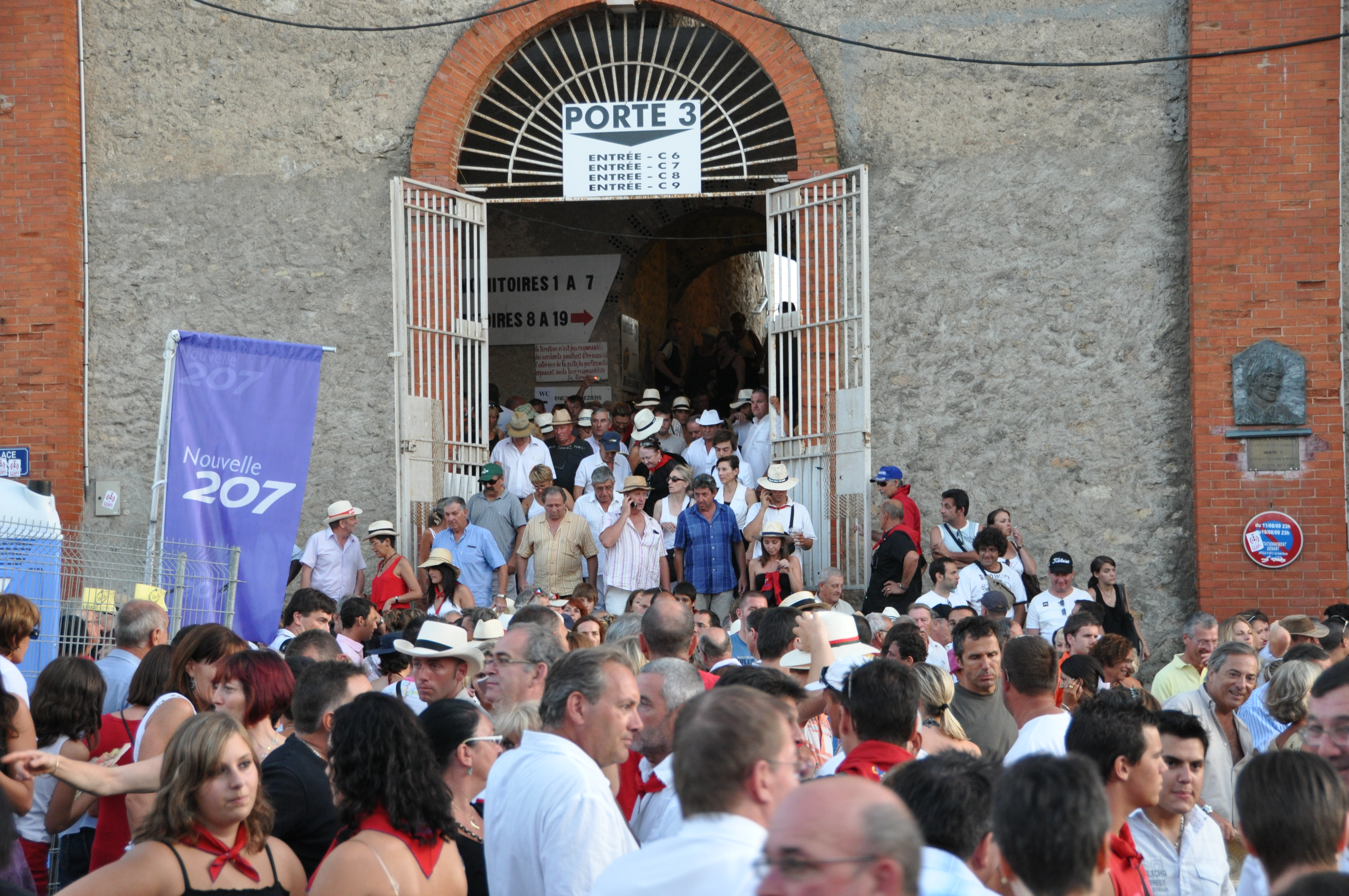
Foule sortant des arènes après une corrida

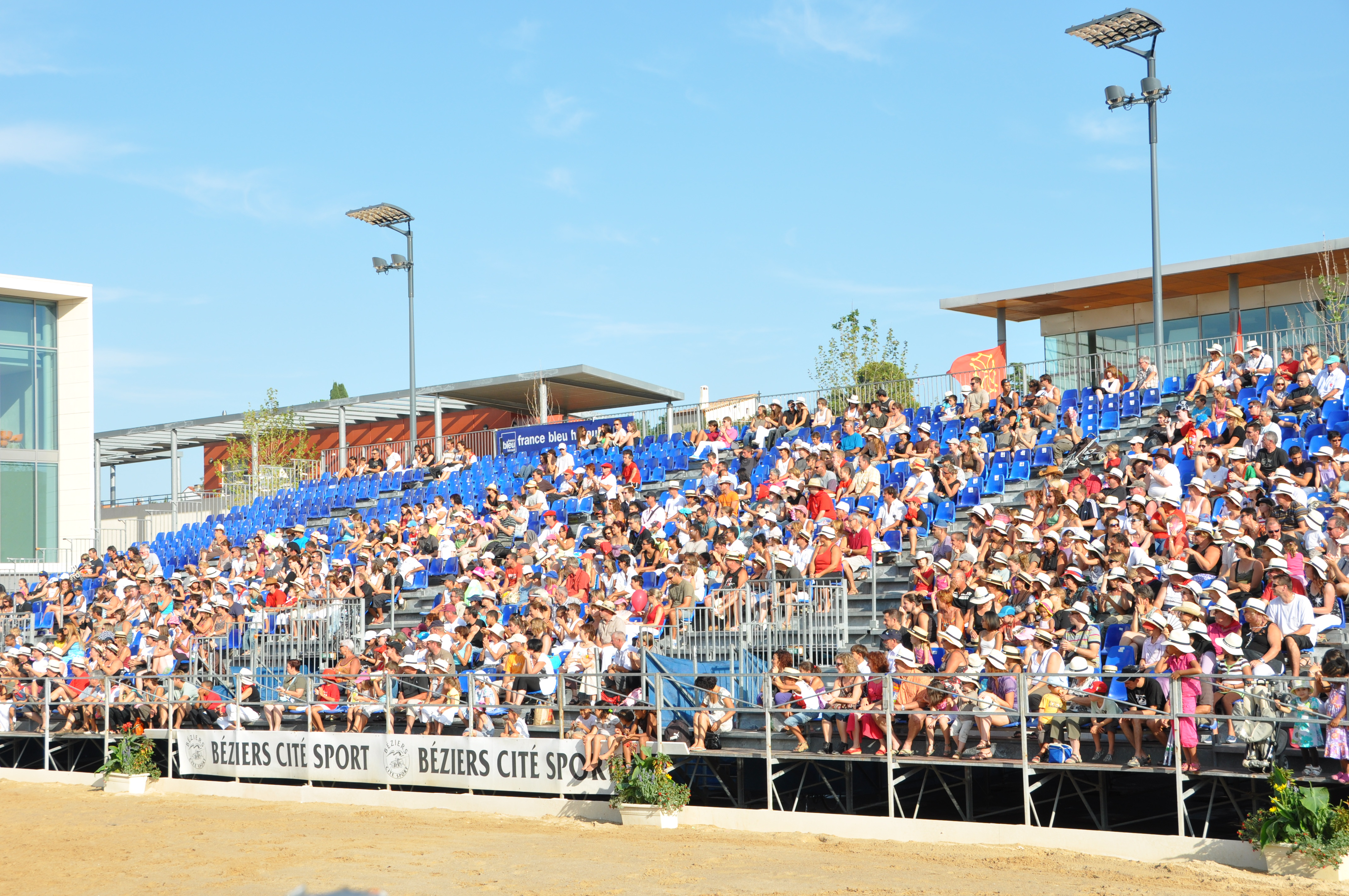
Arènes réservées au spectacle équestre

Les 14 et 15 août 1968 sont les dates historiques de la première feria qui se déroula dans les arènes du plateau de Valras. Un spectacle de variété avec Pierre Perret, deux novilladas et la troupe comico-taurine El gallo étaient au programme. L'initiative de cette feria est à mettre au crédit de Jules Faigt, qui avait été adjoint du sénateur-maire de Béziers Émile Claparède.
Depuis, tous les ans autour du 15 août, près d'un million de personnes investissent Béziers pendant cinq jours pour participer à l'un des plus grands événements du Languedoc-Roussillon.

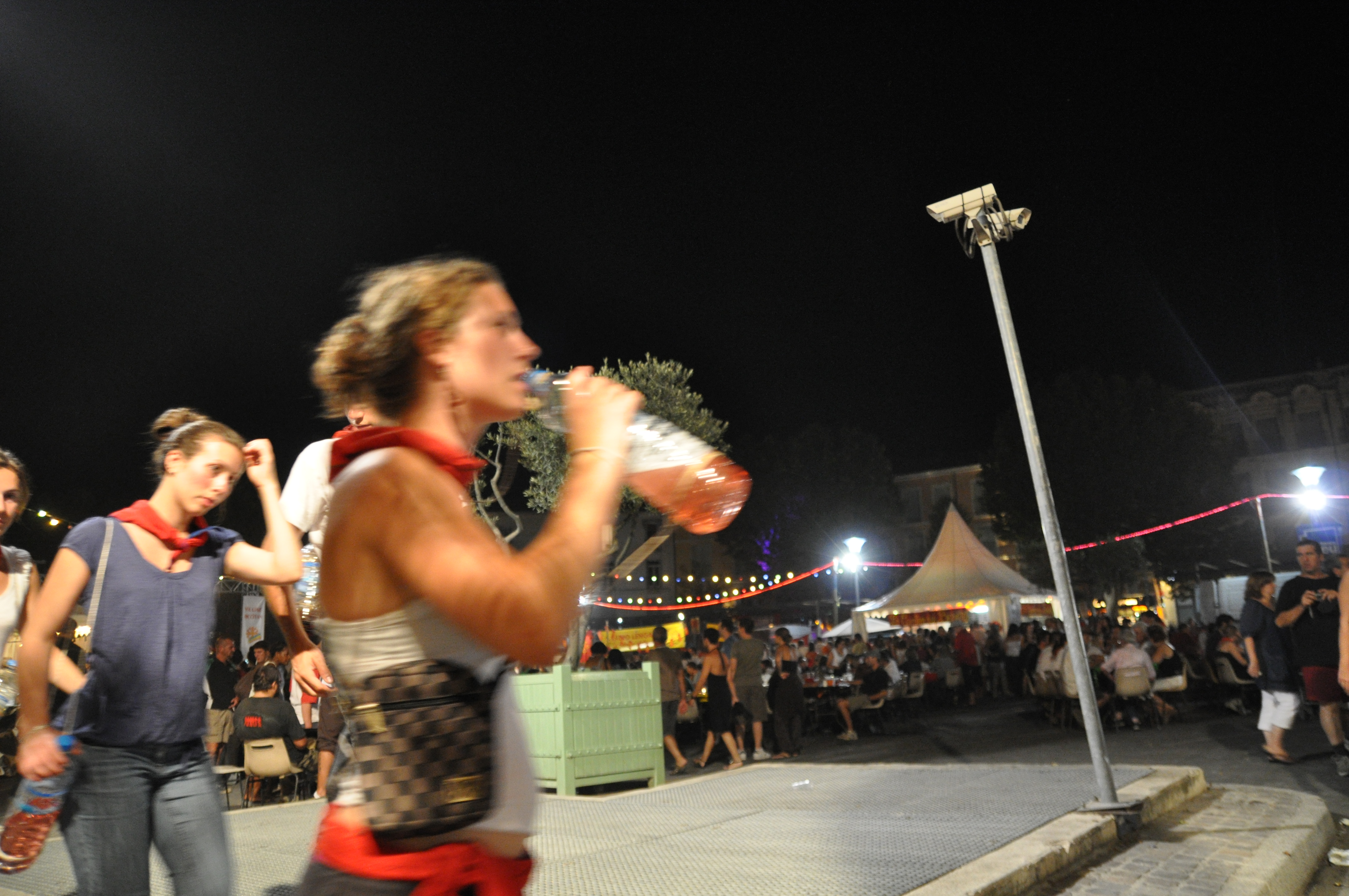
La grande beuverie ?

Prévoyant que Barcelone sera bel et bien une ville sans corrida en 2012, Robert Margé, éleveur de taureaux de combat et directeur des arènes de Béziers, partageait, dès 2010, avec Raymond Couderc, sénateur maire UMP de Béziers, le projet de venir en aide à la tauromachie barcelonaise qui pourrait se retrouver sans plaza de toros, en leur ouvrant les arènes bitteroises.
En 2014, le nouveau maire, Robert Ménard, a voulu mettre sa patte en modifiant l'ambiance de feria. Il veut que ce soit une fête traditionnelle et familiale, et non une grande beuverie. La feria s'est donc ouverte par une messe dans les arènes. Son programme officiel spécifie, en effet, qu'en ouverture une messe dans les arènes sera célébrée par l'aumônier des arènes de Béziers, le mercredi 13 août à 19 heures. Ce qui a fait réagir l'opposition de Gauche et en particulier le communiste Aimé Couquet, qui considère qu'il est « inacceptable que le maire d'une commune invite publiquement ses administrés à participer à une cérémonie religieuse, quelle que soit la confession. ».

Banda et peña lors de la feria
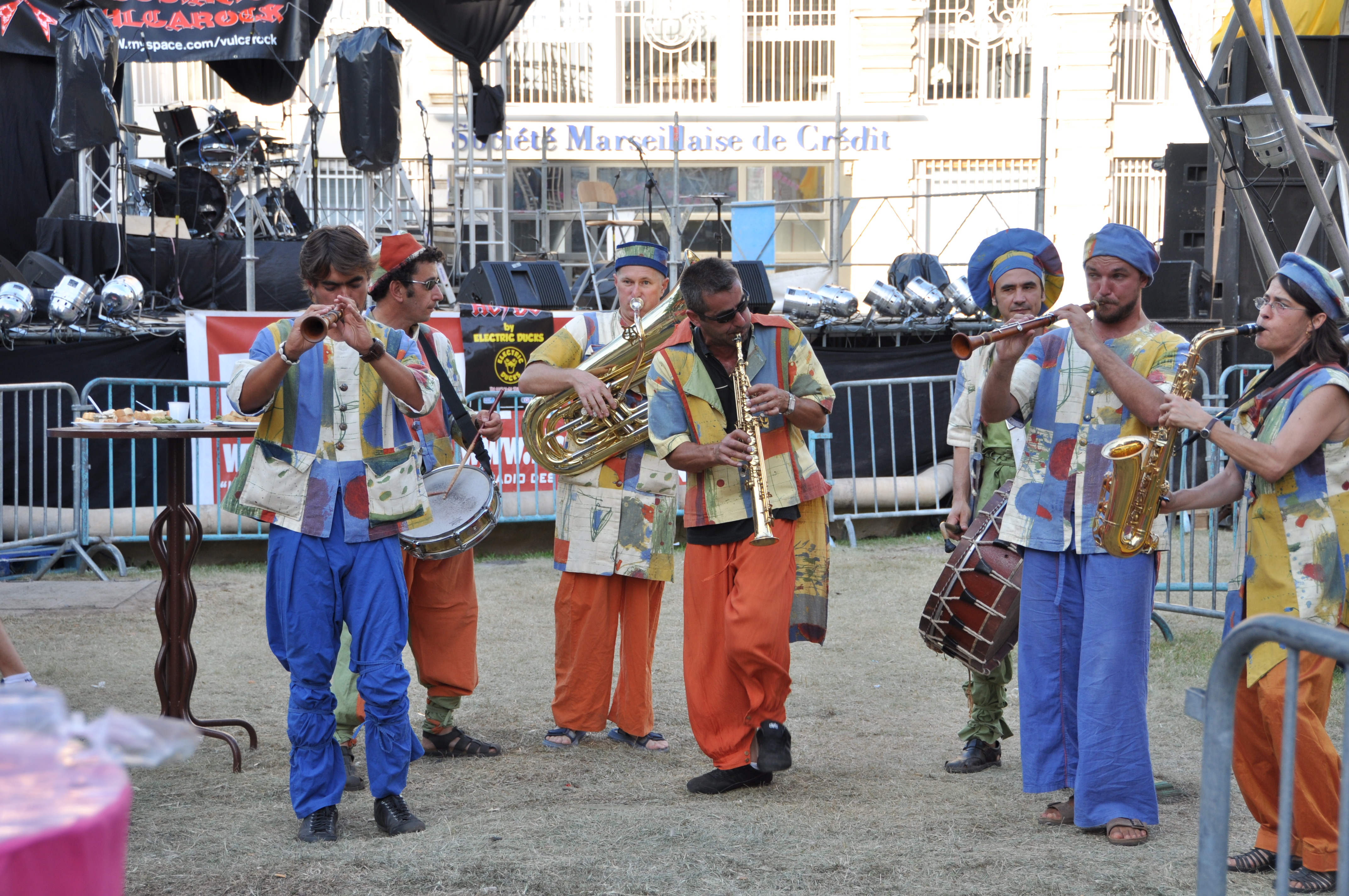
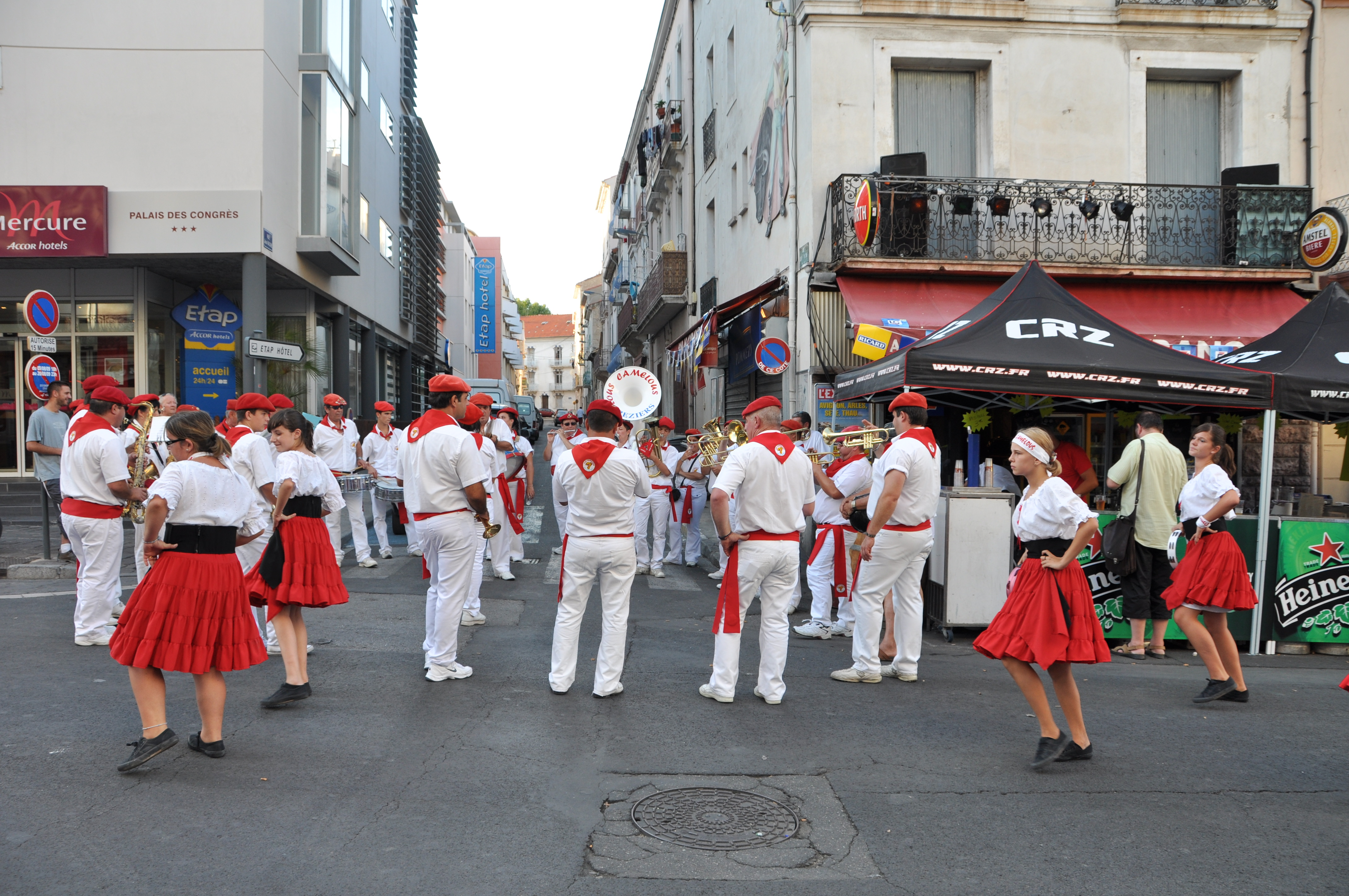

Dominique Garcia, adjoint au maire chargé de la sécurité de la ville et des grands événements, a expliqué à la presse locale et nationale : « Cette année, nous avons imposé des horaires pour la diffusion de musique, avec des créneaux pour les différents styles musicaux. Cela doit éviter la cacophonie sonore présente jusqu'à aujourd'hui. La feria doit être un rassemblement de personnes qui aiment la tradition taurine et religieuse. Cette année, nous attendons des Barcelonais qui viendront dans nos arènes, maintenant qu'il n'y a plus de corrida chez eux. ».

## Les festivités
La feria a bâti sa réputation grâce aux différentes fêtes qui se déroulent dans le centre-ville autour des bodegas et des casitas. Les airs joués d'une multitude de musiques de rues (peñas et bandas), scandent de leurs rythmes une multitude d'animations.

Les bodegas de la feria
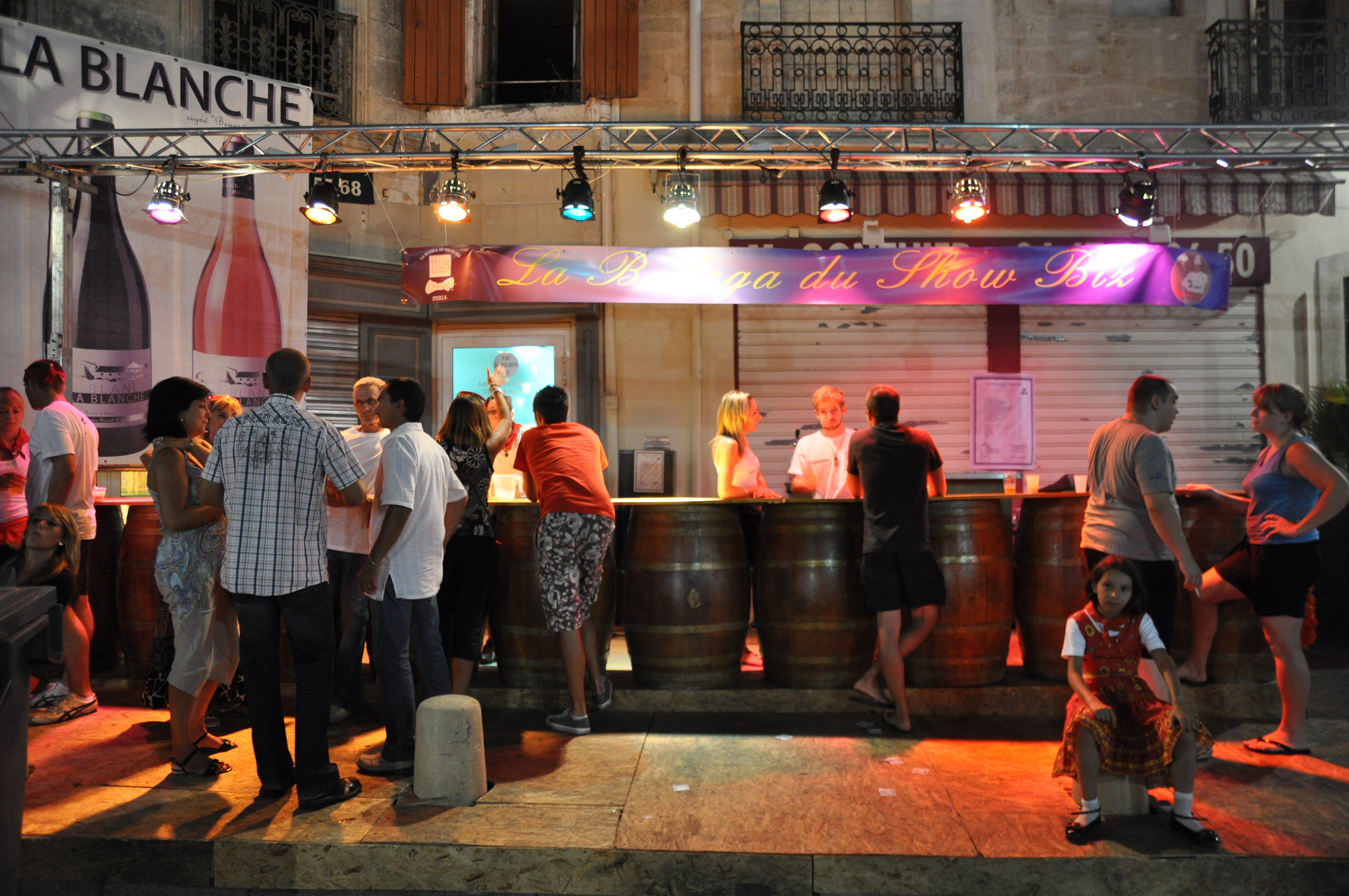
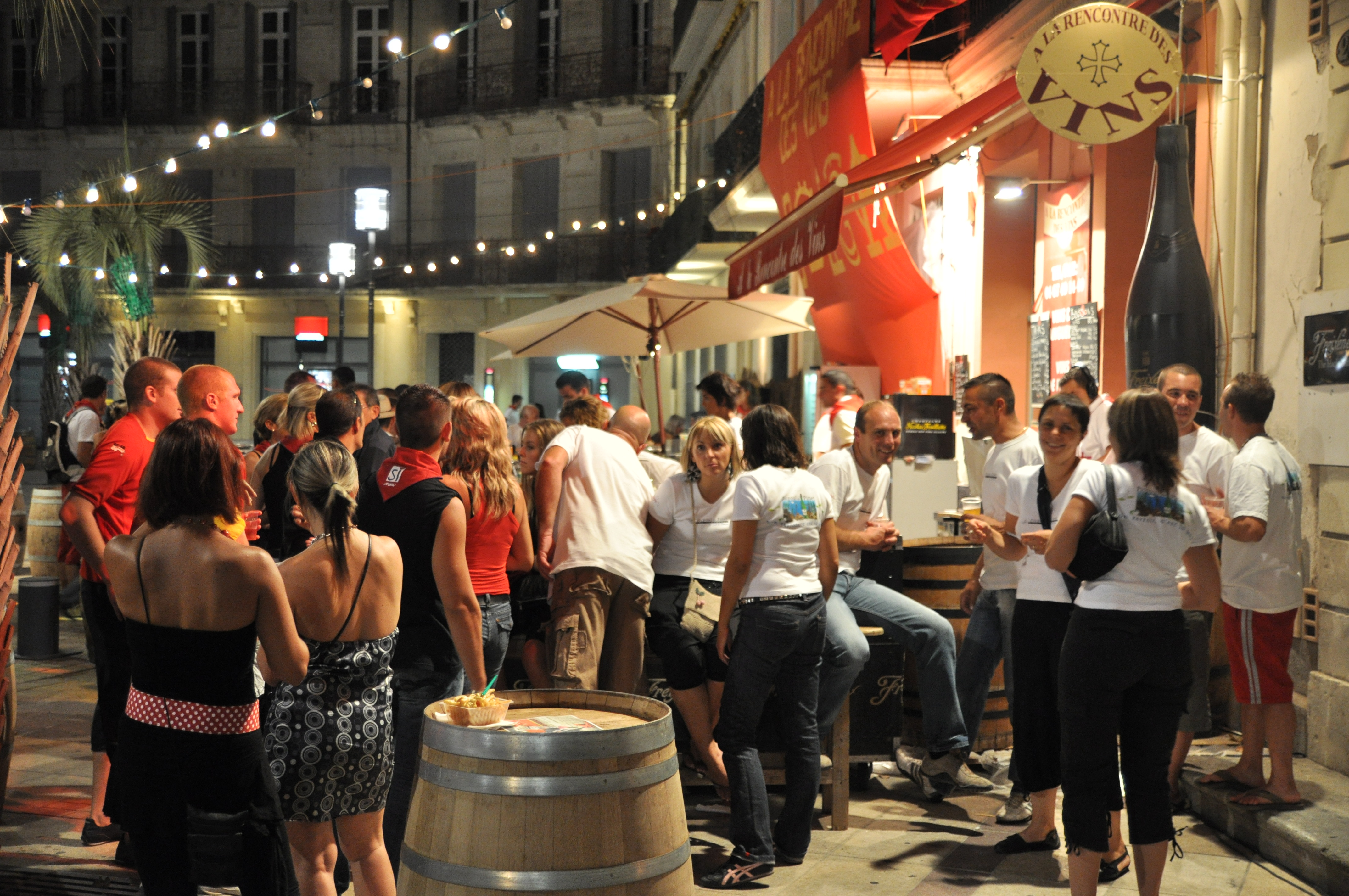
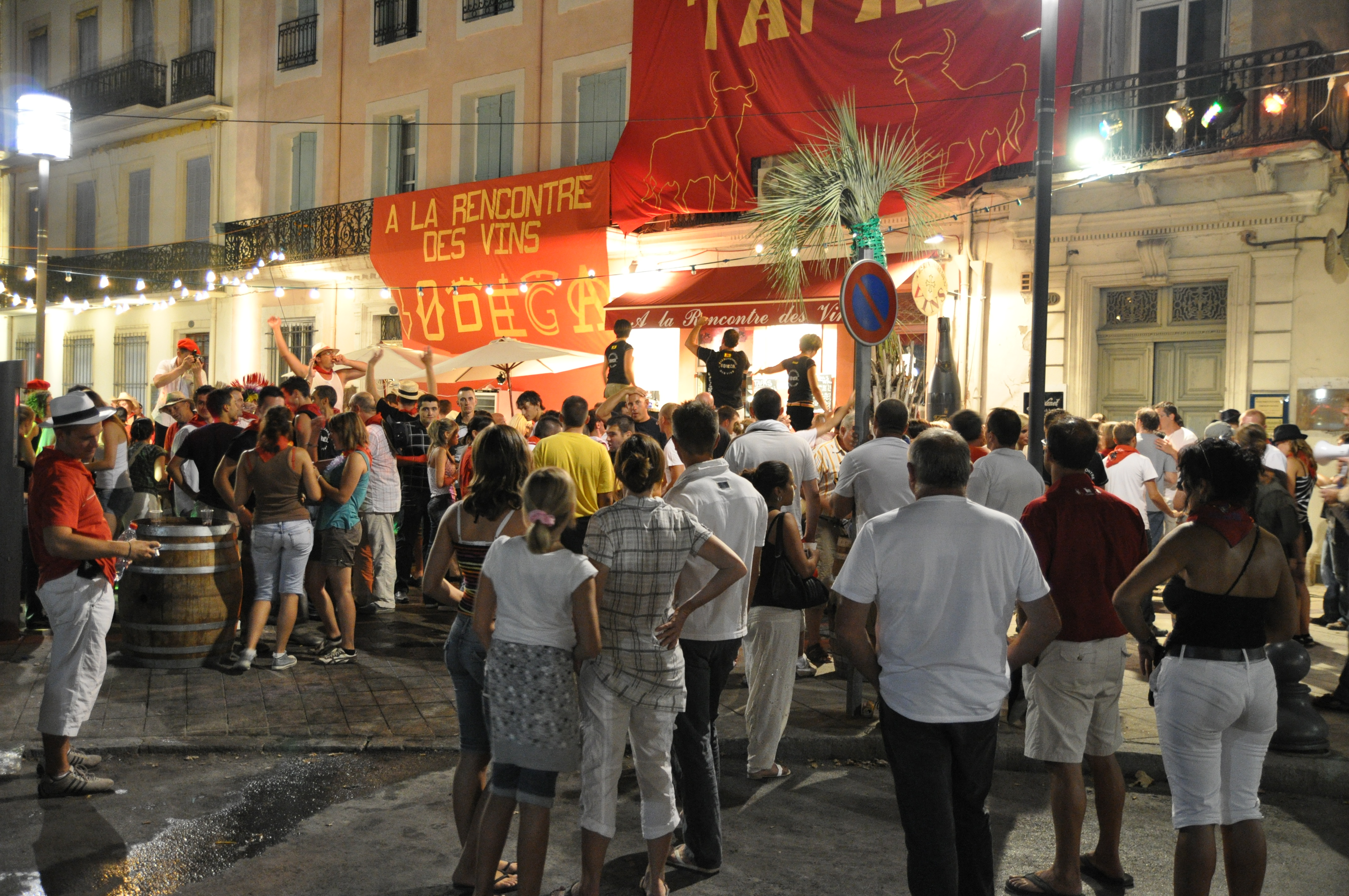

Car la passion taurine est indissociable de la fête. À preuve celles qui, chaque été depuis des lustres, réunissent dans tous les quartiers de Béziers des centaines de milliers de personnes venues du Languedoc et d'ailleurs. Le soir venu, dans les rues de la ville, autour des bodegas, les spectacles et les animations, toutes les musiques et toutes les danses du monde,  entraînent les festivaliers dans un grand tourbillon qui retrouve les magnificences des réjouissances populaires antiques. La feria reste un moment hors du temps partagé par tous[non neutre], tout en étant liée à l'identité biterroise et à la notoriété de la ville. De plus, elle s'est imposée comme un outil économique important pour le commerce local. Au fil des années, la feria est devenue protéiforme, au point qu'il faut considérer qu'il y a autant de feria que de participants à celle-ci.